# 2-金刚烷醇
2-金刚烷醇（英語：2-adamantanol，或称为金刚烷-2-醇）化学式C10H16O 是一种金刚烷衍生的仲醇，常温下为白色固体，可溶于甲醇、乙醇，熔点301 °C。